# Гавињано (Сијена)
Гавињано (итал. Gavignano) је насеље у Италији у округу Сијена, региону Тоскана.
Према процени из 2011. у насељу је живело 93 становника. Насеље се налази на надморској висини од 208 м.